# أبو بكر الصيرفي
أبو بكر الصيرفي هو الشيخ محمد بن عبد الله البغدادي الصَّيرفي الشافعي. ( ؟ - 330 هـ، ؟ - 942م). نسبته إلى الصَّيرْفي، وهو من يصرف الدنانير والدراهم. عالم دين في الفقه الشافعي.

## طلبه للعلم وشيوخه
أخذ العلم عن أحمد بن منصور الرمادي، وعن أبي العباس بن سريج أحد كبار فقهاء الشافعية، مما أكسبه مكانة علمية مرموقة .

## مكانته العلمية
عرف عنه أنه كان قوياً في المناظرة متبحرًا في علم أصول الفقه، حتى قال أحدهم (ما رأيت أعلم بالأصول بعد الشافعي من أبي بكر الصيرفي).

## مؤلفاته
شرح رسالة الشافعي في علم أصول الفقه، وله في الأصول أيضًا، كتاب البيان في دلائل الإعلام على أصول الأحكام وكتاب الفرائض. وهو أول من صنّف في علم الشروط.

## مكان موته
مات في مصر.